# Notre belle famille
Pour les articles homonymes, voir Belle famille.
Notre belle famille (Step by Step) est une série télévisée américaine comique (sitcom) en 160 épisodes de 22 minutes, créée par William Bickley et Michael Warren, et diffusée entre le 20 septembre 1991 et le 15 août 1997 sur le réseau ABC, et entre le 19 septembre 1997 et le 26 juin 1998 sur le réseau CBS. Elle est considérée comme l'une des sitcoms américaines les plus populaires des années 1990.
En France, la série a été diffusée à partir du 8 juillet 1992 sur TF1 et RTL TV fin juin 1992, et rediffusée à plusieurs reprises sur M6 fin novembre 1992.

## Synopsis
Frank Lambert, entrepreneur divorcé (son ex-femme est partie pour Las Vegas), est père de trois enfants : John Thomas alias « J. T. », Alicia (dite « Al » en VO, la VF utilisant le vrai prénom) et Brendan. Sur un coup de tête, il se marie à la Jamaïque avec Carol Foster, veuve et mère de trois enfants (Dana, Karen et Mark). Alors que leurs enfants respectifs ignorent ce mariage, ils vont rapidement apprendre la vérité. Ils vont de plus devoir cohabiter à Port Washington dans le Wisconsin. Les enfants de Frank s'entendent mal avec ceux de Carol. La famille recomposée va rencontrer bien des difficultés. Le neveu de Frank, Cody traîne quant à lui souvent dans les parages.

## Distribution

### Famille Foster
- Suzanne Somers (VF : Michèle Bardollet) : Carol Foster-Lambert
- Staci Keanan (VF : Emmanuelle Pailly (saisons 1-4) puis Magali Barney (saisons 5-7)) : Dana Foster
- Angela Watson (VF : Christine Champneuf) : Karen Foster
- Christopher Castile (VF : Sophie Arthuys (saisons 1-6) puis Hervé Rey (saison 7)) : Mark Archibald Foster
- Patrika Darbo (VF : Laurence Crouzet) : Penny Baker (saison 1)
- Peggy Rea (VF : Marie Daëms) : Ivy Baker (saison 1)

### Famille Lambert
- Patrick Duffy (VF : Philippe Ogouz) : Frank Lambert
- Brandon Call (VF : Jackie Berger (saison 1) puis Alexandre Gillet (saisons 2-7)) : John Thomas « J. T. » Lambert
- Christine Lakin (VF : Barbara Tissier) : Alicia « Al » Lambert
- Josh Byrne (VF : Natacha Gerritsen) : Brendan Lambert (saisons 1 à 6)
- Sasha Mitchell (VF : Mark Lesser) : Cody Lambert (saisons 1 à 5 + invité saison 7 épisode 18) invité 1.04, crédité au générique dès l'épisode 1.06

### Autres
- Donald Gibb (VF : Jean-François Kopf) : Slasher (4 épisodes) / (VF : Thierry Mercier) : Moose (2 épisodes)
- Susan Cash : Debbie
- Gregory Scott Cummins : Tête de mort
- Jason Marsden (VF : Tony Marot) : Rich Halke (récurrent saison 5 + saisons 6 et 7) / Doug (saison 3 épisode 4)
- Emily Mae Young (VF : Julie Turin) : Lilly Foster-Lambert (saisons 6 & 7)
- Bronson Pinchot (VF : Jean-Claude Montalban) : Jean-Luc Rieupeyroux (saison 6)
- Alexandra Adi (VF : Hélène Lévèque) : Samantha « Sam » Milano (saisons 6 & 7)
- Jeff Juday (VF : Vincent Barazzoni) : Flash (fin saison 5)
- John Astin: Georges Humphry (invité saison 4 épisode 9 et saison 5 épisode 11)

## Personnages

### Famille Lambert
Frank Lambert
Frank est chef d'une petite entreprise de travaux en bâtiment, qu'il gère avec succès. Divorcé d'une première femme qui a déserté le domicile conjugal en lui laissant trois enfants, il s'est remarié avec Carol lors d'un voyage à la Jamaïque (on apprendra plus tard qu'il avait en fait eu le coup de foudre lors d'une fête de l'école de ses enfants, et qu'il avait organisé son voyage à la Jamaïque de façon à partir en même temps que Carol afin de pouvoir l'aborder sur place). Frank apparaît comme un personnage sympathique et un bon père de famille, qui possède cependant quelques défauts : il est un rien macho, désordonné (à l'inverse de Carol), et parfois assez laxiste sur certains points de l'éducation de ses enfants, bien qu'il sache se montrer intransigeant sur les points essentiels.
Après son mariage, il prend vite en affection les enfants de Carol (malgré quelques frictions avec Dana) et se montre aussi attentionné vis-à-vis d'eux que de ses propres enfants. Il devient le père qui manquait à Mark, qui évoluait jusque-là dans un univers exclusivement féminin.
Frank entraîne ses enfants au baseball, joue régulièrement au golf, aime le camping et la pêche, il passe également beaucoup de temps à regarder le sport à la télévision et du fait de sa profession, il est bien entendu très bricoleur. En revanche, il ne cache pas son aversion pour les activités culturelles auxquelles Carol l'oblige parfois à participer. Il est également assez porté sur le sexe, attendant beaucoup de sa femme.
John Thomas « JT » Lambert
Fils ainé de Frank, JT (John Thomas) est la caricature même de l'adolescent américain moyen. Assez fainéant, il passe le plus clair de son temps devant la télévision à regarder le sport, des séries et surtout des émissions montrant des jeunes filles légèrement vêtues. Il ne cache d'ailleurs pas son attirance pour le sexe féminin, bien qu'il ne rencontre guère de succès durable jusqu'à la saison 6. Il ne perd pas une occasion de draguer ou d'observer des filles, ce qui finit par le mettre dans des situations ridicules. À partir de la saison 6 (Franchir le pas), il entretient une relation amoureuse assez solide avec Sam, une mécanicienne travaillant dans un garage automobile, néanmoins, devant l'attitude possessive et un peu macho du garçon, ainsi que devant son comportement souvent idiot, la jeune femme finira par rompre dans la saison 7, plongeant JT dans une profonde déprime (La visiteuse d'un soir, Père Noël en déroute).
Son niveau scolaire est médiocre, voire carrément mauvais, car très peu enclin au travail. Plutôt que de faire ses devoirs, il préfère souvent se débrouiller par des méthodes, pas toujours très adroites, de copier les réponses sur les autres. Dans la saison 2, il anime momentanément avec son cousin Cody une émission de télévision pour les jeunes, Le Monde de JT, mais le concept est finalement repris par une chaîne nationale, ce qui met un terme à sa carrière d'animateur (JT joue les stars). À la fin de la saison 3 (Naissance d'une vocation), il quitte l'école pour travailler dans un garage. Il montre alors un véritable talent, notamment lorsqu'il s'agit de vendre des voitures d'occasion, et touche de belles commissions. Cependant, il juge rapidement ses perspectives de revenu insuffisantes et décide de retourner à la fac (Vive les études), ce qui ne sera pas sans difficultés. Devant ses mauvais résultats, son père menacera même de le désinscrire de l'université à défaut de progrès (Angoisse et soupçons). Il s'avèrera en fait qu'il est dyslexique.
JT ne fait pas non plus preuve d'un grand sens des responsabilités. Il est incapable de gérer son argent et dépense de manière déraisonnée. Dans la saison 6, il manifeste des velléités d'indépendance et finit par emménager dans un studio mitoyen de la maison avec Rich. Là encore, il s'imagine qu'il aura la vie facile et Frank devra le ramener à la réalité de façon assez brutale (Monde cruel).
En frère ainé, JT se montre très protecteur, mais aussi assez autoritaire vis-à-vis d'Al et de Brendan, qui ne se laissent d'ailleurs pas faire très facilement, surtout Al. Ses relations avec les enfants Foster sont assez tendues surtout avec Dana, par qui il se fait régulièrement rabaisser. En retour, il met de côté l'intelligence de Dana et la traite de la même manière, l'aidant ainsi à ne pas trop prendre la grosse tête. Lors d'une soirée étudiante, il la sort d'un mauvais pas en devenant son cavalier pour qu'elle ne se retrouve pas seule à ouvrir le bal.
Alicia « Al » Lambert
Alicia est la seule fille de Frank avant la naissance de la petite dernière Lily. Alicia est très masculine au début, aime les sports masculins mais finit par se féminiser au contact de Dana et de Karen. Alicia est en réalité toujours nommée par son diminutif « Al ». Le diminutif concerne seulement la version en anglais 
la version francophone suit les usages et prononce a chaque fois le prénom Alicia en entier.
Brendan Lambert
Brendan est le plus jeune fils de Franck, il est plutôt timide et réservé. Il est le plus ouvert des 3 enfants Lambert vis-à-vis de sa nouvelle famille. Plus il grandit, moins on le voit apparaître dans la série, surtout après la naissance de Lily, jusqu'à être absent de la saison finale, sans raison apparente.
Cody Lambert
Cody est le neveu de Franck, il apparaît dès la première saison et devient un personnage récurrent des saisons 2 à 5 avant de disparaître de la série sauf pour un retour dans un épisode de la saison 7. Il peut paraître assez bête en apparence mais montre son intelligence et sa maturité à de nombreuses reprises. Il vit dans le jardin, où il a installé son van. Amateur de guitare électrique et de musique blues, il interprète souvent, pour son propre plaisir, des chansons de sa composition, aux paroles farfelues. Cody est tourné vers les autres, aime s'en occuper et les aider, il a un grand cœur. On apprend au cours de la série que son père est chef d'entreprise, et lors d'un épisode, il souhaite que son fils le rejoigne, cependant, l'expérience est un échec car Cody ne supporte pas cet univers. Au début de la série, il semble être tombé amoureux de Dana, envers qui il peut être très protecteur. D'ailleurs, lorsqu'elle passe un entretien pour une université, il la suit, et tente de la protéger du proviseur à cause d'une vision qu'il aurait eue. Dana le prend très mal et le renvoie. Il décide cependant de rester dans les parages, et finit par la sauver d'un pervers à la gare.

### Famille Foster
Carol Foster-Lambert
Carol dirige un salon de coiffure. Comme Frank, elle a eu trois enfants d'un premier mari, dont elle est divorcée (ou veuve selon les sources). Elle va rapidement considérer les enfants de Frank comme les siens et, comme Frank vis-à-vis de Mark, elle devient la mère qui manquait à Alicia, qui évoluait jusque-là dans un univers exclusivement masculin.
Carol apparaît comme une bonne mère de famille et se montre plus compétente que Frank pour faire tourner la maison au quotidien. À l'inverse de son mari, elle fait preuve d'un sens de l'organisation et du rangement maladif et elle a souvent tendance à vouloir en faire trop, ce qui l'amène parfois au bord de la crise de nerfs (mais cela finit toujours par s'arranger). Cependant, elle n'hésite pas à faire des concessions pour l'intérêt de tous, et fait preuve de plus en plus de souplesse au fil des saisons.
Dana Foster
Dana est la fille ainée de Carol. C'est une élève puis une étudiante généralement brillante. Très sûre d'elle et d'un caractère très fier, elle a du mal, du moins dans un premier temps, à se remettre en question (Grandes premières) ou à accepter que quelqu'un puisse la surpasser dans quelques domaines que ce soit (L'examen de passage, Trois petits tours et puis s'en vont). Elle adore également se montrer autoritaire, voire supérieure lorsque l'occasion lui est donnée, ce qui finit par la mettre en mauvaise posture (La patronne, C'est dramatique).
Dans les premières saisons, elle fait souvent preuve d'une attitude hautaine, voire méprisante vis-à-vis des Lambert, et en particulier de JT, à qui elle ne manque jamais de faire des remarques très désobligeantes. Cependant, elle semble s'attacher (un peu malgré elle) progressivement à eux.
Féministe acharnée, Dana défend sa cause de manière souvent assez ridicule, en particulier lorsqu'elle déforme des contes pour enfants dans lesquelles les personnages féminins ne sont pas assez à leur avantage (Trois filles et un bébé), ou dans sa façon d'interpréter certains récits bibliques (De l'eau dans le gaz). Du fait de son engagement, elle est souvent consternée par l'attitude de sa sœur Karen.
En réalité, sous son apparence un peu froide et prétentieuse, Dana est douée d'une sensibilité et d'indéniables qualités humaines qui font d'elle un personnage attachant. Ainsi, bien qu'elle ait du mal à le reconnaitre, elle vit difficilement la solitude (Faux départ, Vive la Saint Valentin), elle accepte facilement de rendre service, se montre reconnaissante vis-à-vis des Lambert dès que l'occasion se présente et finit toujours par regretter son attitude trop hautaine. En privé, elle ne cache pas sa véritable attirance pour les garçons. La relation solide et durable qu'elle entretient avec Rich prouve qu'elle ne juge pas les gens uniquement sur leur niveau scolaire. Enfin, elle donne de son temps comme bénévole au foyer des pauvres.
Dana tient apparemment mal l'alcool et les médicaments antalgiques qui la mettent dans un état totalement second (Vive la liberté, Touche pas à ma voiture)
Karen Foster
Karen est la fille cadette de Carole, très superficielle et fan de tout ce qui tourne autour de la mode, elle est assez égocentrique. Sous cette apparence de pompom girl insipide, elle cache un manque de confiance en elle, et se considère comme une idiote comparée à Dana, dont elle avoue être jalouse. Karen, tout comme le reste des enfants Foster, aime critiquer les Lambert, et particulièrement Al. Cependant, en dépit des disputes, elle s'attache aux Lambert au fur et à mesure des saisons et indirectement, elle apprend à Alicia à être plus féminine et la conseille vis-à-vis de ses relations amoureuses.
Mark Foster
Mark est le seul garçon de Carole. C'est un petit génie passionné de sciences et d'informatique. Tout en restant très bon élève, il apprend tout au long de la série à profiter un peu plus de sa vie d'ado. Tout comme ses sœurs, il se moque régulièrement des Lambert, et ils le lui rendent bien, en particulier Al.

### Personnages secondaires
- Lily Foster-Lambert : Seul enfant né de l'union de Carol et Frank, Lily fait son apparition à la fin de la saison 4. D'abord un bébé dans la saison 5, la fillette sera rapidement vieillie, puisqu'elle sera ensuite âgée de cinq ans dès la saison 6 et ce jusqu'à la fin de la série.
- Penny Baker : Penny est la sœur cadette de Carol et travaille dans son salon de coiffure. À l'inverse de sa sœur, elle est assez peu engageante physiquement, et fait preuve d'une certaine sottise, ce qui lui vaut de nombreux sarcasmes de la part de sa mère. Cherchant désespérément l'homme de sa vie, ses aventures amoureuses se sont limitées à une brève relation avec un entrepreneur de pompes funèbres (Carol achète une voiture neuve), ainsi qu'avec un détenu en cavale (Le bal). Penny et Ivy disparaissent à la fin de la saison 1, leur chorégraphie dans l'épisode Concours de beauté semble être ainsi leur révérence à la série.
- Jean-Luc Rieuperoux (épelé dans l'épisode 4 de la saison 6) : Jean-Luc est un ancien ami français de Carole, il débarque en début de saison 6 pour devenir son associé. Il remplace en quelque sorte Cody dans la série.
- Samantha « Sam » Milano : Sam est mécanicienne et est la petite amie de JT lors des saisons 6 et 7, c'est la seule qu'on voit longtemps avec JT. Elle finira par le quitter le jour d'Halloween lors de la saison 7 puis ils se remettront ensemble le jour de Noël lorsqu'elle apprendra par Dana que JT souffre de cette séparation.
- Rich Halke : Présent dans quelques épisodes de la saison 5, Rich devient récurrent pour les saisons 6 et 7. Il est le meilleur ami de JT et tombe sous le charme de Dana dès la saison 6.
- Jake « Flash » Gordon (saison 5, apparaissant dans quatre épisodes), un homme à tout faire maladroit mais bien intentionné engagé par Frank vers la fin de la cinquième saison. Il rejoint la famille lors de leur voyage à Walt Disney World, où il tente de visiter toutes les attractions. Selon Jeff Juday, Flash a été écrit en remplacement de Cody. La saison suivante, Flash est remplacé par Jean-Luc[1].

## La maison
La maison (vue d'extérieur) de la famille Foster-Lambert qui apparait dans tous les épisodes de la série, existe vraiment. Celle-ci est située au 2011 Fletcher Avenue à South Pasadena, Californie (34° 06′ 03,17″ N, 118° 08′ 32,95″ O). Il est étonnant de voir que la maison n'a pratiquement pas changé, plus de 20 ans après le tournage de la série. Même les deux gros pots de fleurs situés le long des marches, et visibles dans la plupart des épisodes, sont toujours présents. C'est la grand-mère de l'actuel propriétaire qui habitait cette maison dans les années 1990. Très avenant, il accueille régulièrement des curieux et fans, venus découvrir la maison des Foster-Lambert, mais affirme aussi que la plupart des gens ne font pas le rapprochement avec la série télévisée.
Le propriétaire de cette grande demeure de style artisan a indiqué n'avoir jamais rencontré l'équipe, ni même les acteurs, le tournage n'ayant jamais eu lieu dans cette maison. L'intérieur de la maison, et le jardin, ont été entièrement reconstruits en studio et ne correspondent pas à la configuration réelle de la « vraie » maison. La série a été tournée au Culver Studios, ce qui est précisé dans le générique de fin.

## Génériques et crédits
La chanson du générique s'intitule “Second Time Around” , interprétée par Jesse Frederick et Teresa James.
Toutes les saisons de la série possèdent un générique. Au début de chaque épisode, le logo apparaît avant l'apparition du générique quelques minutes plus tard. Néanmoins, celui-ci connaît quelques petites modifications au cours de l'évolution de la sitcom :
- Saison 1 : Le générique présente les acteurs de Patrick Duffy, Suzanne Somers, Staci Keanan, Sasha Mitchell (crédité dès l'épisode 6), Brandon Call, Angela Watson, Christine Lakin, Patrika Darbo, Christopher Castile, Josh Byrne ainsi que Peggy Rea. Il s'agit du plus long générique puisqu'il dure 1 minute et 47 secondes.
- Saisons 2 et 3 : Le générique présente les acteurs Patrick Duffy, Suzanne Somers, Staci Keanan, Sasha Mitchell, Brandon Call, Angela Watson, Christine Lakin, Christopher Castile et Josh Byrne. Le générique ne dure plus qu'environ 1 minute et 15 secondes.
- Saisons 4 et 5 : Le générique présente les acteurs Patrick Duffy, Suzanne Somers, Staci Keanan, Sasha Mitchell, Brandon Call, Angela Watson, Christine Lakin, Christopher Castile et Josh Byrne. Le générique dure 1 minute. De nouvelles séquences ont été tournées pour la plupart de la distribution à l'exception de Patrick Duffy, Suzanne Somers et Sasha Mitchell.
- Saison 6 : Il n'y a pas de générique existant mais les acteurs Patrick Duffy, Suzanne Somers, Staci Keanan, Brandon Call, Angela Watson, Christine Lakin, Christopher Castile, Josh Byrne, Emily Mae Young, Jason Marsden et Bronson Pinchot sont crédités au début de chaque épisode.
- Saison 7 : Le générique présente les acteurs Patrick Duffy, Suzanne Somers, Staci Keanan, Brandon Call, Angela Watson, Christine Lakin, Christopher Castile, Emily Mae Young et Jason Marsden. Le générique refait son apparition et ne dure plus que 30 secondes. La nouvelle version présente les acteurs à travers une pellicule de photographie.

## Le parc d'attractions
Le parc d'attractions visible dans le générique de début est le Six Flags Magic Mountain situé à Santa Clarita, Californie. À la fin du générique, on peut apercevoir une plage située aux abords des montagnes russes. En réalité, le Six Flags Magic Mountain est situé en zone sèche : la plage et l'océan ont été rajoutés au montage, à l'endroit même où se trouve normalement le stationnement du parc.
Les montagnes russes dans lesquelles toute la famille embarque, à la fin du générique, sont le Colossus, renommées Twisted Colossus en 2015. À leur ouverture en 1978, Colossus étaient les plus hautes montagnes russes au monde.

## Commentaires
- La série marque le retour à la télévision de Suzanne Somers, célèbre aux États-Unis pour avoir été dans la sitcom Three's Company jusqu'à son renvoi.
- Patrick Duffy et Sasha Mitchell ont joué dans le feuilleton Dallas. Le premier a obtenu le rôle de Frank Lambert car il était toujours sous contrat avec Lorimar Productions.
- Le contrat de Sasha Mitchell n'a pas été reconduit pour la sixième saison après ses problèmes juridiques qui ont commencé en 1995 avec son arrestation pour des accusations de violence domestique sur son épouse Jeannette Robbins. Bronson Pinchot le remplace dans le rôle de Jean-Luc Rieupeyroux. Néanmoins, l'acteur n’apparaît pas dans la saison 7, car il a décroché le premier rôle de la sitcom Meego (diffusée avec Notre Belle Famille). Les violences supposées de Sasha Mitchell s'étant révélées infondées en 1998, il est réinvité dans un épisode de cette dernière saison.
- Josh Byrne apparaît de moins en moins notamment lors de l'arrivée de Lilly. Le personnage disparaît complètement lors de la dernière saison.
- Le personnage culte Steve Urkel de La Vie de famille fait une apparition dans l'épisode 2 de la saison 1 et l'épisode 2 de la saison 7.
- En 2010, trois des acteurs de la série (Staci Keanan, Patrick Duffy et Christine Lakin) apparaissent dans le film Encore toi ![3].